# Amorosa presenza
 (avril 2022).
Si vous disposez d'ouvrages ou d'articles de référence ou si vous connaissez des sites web de qualité traitant du thème abordé ici, merci de compléter l'article en donnant les références utiles à sa vérifiabilité et en les liant à la section « Notes et références ».
 (avril 2022).
Le contenu est difficilement compréhensible vu les erreurs de traduction, qui sont peut-être dues à l'utilisation d'un logiciel de traduction automatique.

Amorosa presenza est un opéra italien en deux actes de Nicola Piovani (musique) avec un livret d'Aisha Cerami d'après le roman Amorosa presenza de Vincenzo Cerami.
Comme le titre l'indique, il s'agit de l'amour entre deux jeunes Serena et Orazio. Au début, ils n'osent pas avouer leur amour. Ils se déguisent en sexe opposé. Après de nombreux malentendus, cependant, l'amour l'emporte et ils deviennent un couple. La musique tonale est très romantique avec des citations qui rappellent Puccini, Rossini, Gershwin, Weill et Tosti[Interprétation personnelle ?][source secondaire nécessaire].

## Première
L'opéra a été créé le 21 janvier 2022 au Teatro Giuseppe Verdi à Trieste, dans une mise en scène de Chiara Muti, fille de Riccardo Muti, avec le compositeur comme chef d'orchestre et Paolo Longo comme chef de chœur. Maria Rita Combattelli a chanté dans la partie principale rôles, comme Serena (soprano) et Motoharu Takei comme Orazio (ténor)[incompréhensible].